# Igreja Matriz de São Sebastião (São Sebastião)
A Igreja Matriz de São Sebastião, localizada da cidade de São Sebastião, no estado de São Paulo. Simbolo da religiosidade e da cultura caiçara, encontra-se erguida no Centro Histórico. Sua construção se deu no século XVII, para a qual foram usados pedra, cal de conchas e óleo de baleia, seguindo o estilo arquitetônico jesuítico com composições renascentistas, moderadas e regulares, influenciadas pela Contrarreforma.
Devido à sua importância histórica, foi tombada pelo Conselho de Defesa do Patrimônio Histórico, Arqueológico, Artístico e Turístico (CONDEPHAAT).